# 拟多色丽蛛
拟多色丽蛛（学名：Chrysso subrapulum）为球蛛科丽蛛属的动物。在中国大陆，分布于湖北等地，主要生活于阔叶树的叶下面以及在树叶的叶脉侧旁的低凹处结不规则的网。该物种的模式产地在湖北鹤峰。